# Ferraguig
Ferraguig (în arabă فرقيق) este o comună din provincia Mascara, Algeria.
Populația comunei este de 2.565 de locuitori (2008).